# Bakhuis
Bakhuis (ou Bakhuys) é uma cidade do Suriname, localizada no distrito de Sipaliwini.